# Большой Кикус
Большой Кикус — село в Чердынском районе Пермского края. Входит в состав Ныробского городского поселения.

## Географическое положение
Расположено на левом берегу реки Колвы, примерно в 27 км к северо-востоку от центра поселения, посёлка Ныроб, и в 75 км от Чердыни.

## Население
| 2010 |
| ---- |
| 8    |

## Топографические карты
- Лист карты P-40-115,116 Валай. Масштаб: 1 : 100 000. Состояние местности на 1982 год. Издание 1988 г.